# Cedar Park (Teksas)
Cedar Park – miasto w Stanach Zjednoczonych, w stanie Teksas, w hrabstwach Williamson i Travis, leżące na przedmieściach Austin.

## Demografia
Według przeprowadzonego przez United States Census Bureau spisu powszechnego w 2010 miasto liczyło 48 937 mieszkańców, co oznacza wzrost o 87,9% w porównaniu do roku 2000. Natomiast skład etniczny w mieście wyglądał następująco: Biali 81,4%, Afroamerykanie 4,3%, Azjaci 5,1%, pozostali 9,2%. Kobiety stanowiły 51,4% populacji.

## Sport
- Texas Stars – klub hokejowy